# Wesmaelius helveticus
Wesmaelius helveticus là một loài côn trùng trong họ Hemerobiidae thuộc bộ Neuroptera. Loài này được H. Aspöck & U. Aspöck miêu tả năm 1964.